# 사서와 가위와 몽당연필
《사서와 가위와 몽당연필》(司書とハサミと短い鉛筆 시쇼토 하사미토 미지카이 엔피츠[*])는 유키링 작품의 일본의 라이트 노벨이다. 일러스트는 도모세 슌사쿠가 담당했다. 전격 문고 (아스키 미디어 웍스)를 통해 2008년 7월 10일부터 발행되고 있다.

## 줄거리
책을 싫어하는 에모토 후미히토가 책을 어쩔 수 없이 빌리러 갔는데 우연히 도서실에서 책장과 책장사이의 빈공간을 발견하고 들어간 후 이상한 책을 줍는것으로 시작된다.
후미히토는 엄마가 일하는 출판사에 빨리 가기 위하여 지름길로 가던 도중 어떤 자를 만나고,
이 정체 모를 자는 후미히토가 책을 주지 않자 심장을 책으로 만들어버린다.
이 때 후미히톡 가지던 책에서 피프 데그리스라는 소녀가 나오며, 이후 자신의 책으로 변한 심장을 되돌리기 위하여 자신을 마이스타로 부르는 피프와 남자가 만들어버린 금서와 싸우는 이야기이다.

## 등장 인물
- 에모토 후미히토(江本 文人)
- 피프 데구리스(フィフ・デグリース)
- 쿠모키 요미(雲木 詠)
- 그린스 비(グリーズ・ビー)
- 사키타 치카(崎田 チカ)
- 사키타 루카(崎田 ルカ)
- 카사 미야코(夏宰 都)
- 에모토 샨카(江本 春夏)

### 학교 관계자
- 와이 아자미(和井 字美)
- 미즈키(水木)
- 모리(森)

## 단행본 목록
1. 2008년 7월 10일 초판 ISBN 9784048671293
2. 2008년 11월 10일 초판 ISBN 9784048673440
3. 2009년 4월 10일 초판 ISBN 9784048677622
4. 2009년 8월 10일 초판 ISBN 9784048679367
5. 2009년 12월 10일 초판 ISBN 9784048681957
6. 2010년 6월 10일 초판 ISBN 9784048685979
7. 2010년 8월 10일 초판 ISBN 9784048687645